# Offley
Offley est une paroisse civile et un village du Hertfordshire, en Angleterre.